# Jaclyn Swedberg

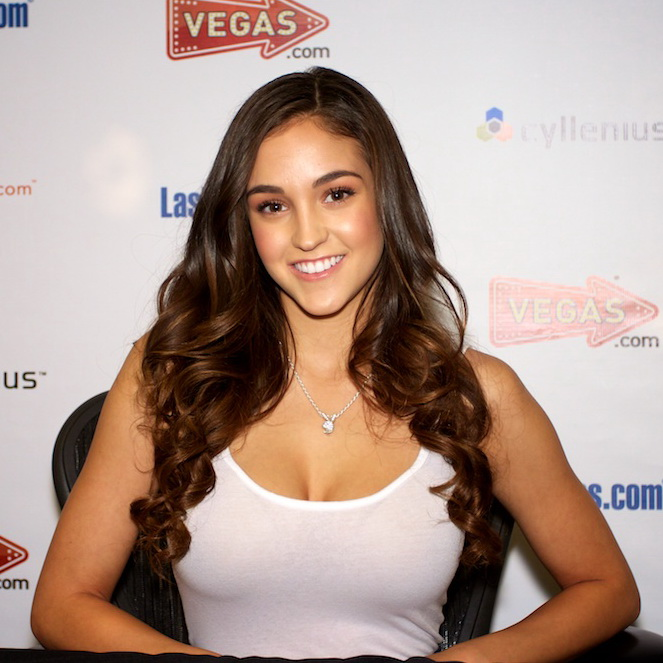
Jaclyn Swedberg

Jaclyn Swedberg (* 14. August 1990 in San Pedro, Los Angeles, Kalifornien) ist ein US-amerikanisches Model, Schauspielerin und Playmate.

## Karriere
Jaclyn Swedberg begann ihre Karriere 2010, als sie für die Playboy-TV-Produktion Badass! vor der Kamera stand. Von 2010 bis 2011 moderierte sie unter anderem neben Victoria Mongeon und Jessica Hall vier Folgen der Musiksendung Playboy's Beach House. Im TV-Special Playmate Casting Call: The Mansion, das in der Playboy Mansion gedreht wurde, war sie als sie selbst zu sehen. 2011 war sie Playmate des Monats in der April-Ausgabe des amerikanischen Playboys, 2012 wurde sie zum Playmate des Jahres gewählt. Außerdem erschien sie im Juni 2012 auf dem Cover des argentinischen Playboys. Im deutschen Playboy war sie im September 2012 zu sehen. 2013 spielte sie die Rolle der „Hillary“ im Film Snake and Mongoose.

## Filmografie
Als Schauspielerin
- 2010: Badass! (TV-Serie, 5 Episoden)
- 2013: Snake and Mongoose
- 2015: Another Deadly Weekend (Muck)

Als sie selbst
- 2010–2011: Playboy’s Beach House (Musiksendung, 4 Episoden)
- 2011: Playmate Casting Call: The Mansion (TV-Special)
- 2012: Pauly Shore’s Pauly~tics (Fernsehfilm)
- 2014–2015: Playboy Plus (Fernsehserie, 2 Episoden)
- 2015: The Playboy Morning Show (Fernsehserie, 1 Episode)
- 2015: 8th Annual Babes in Toyland: Live from Avalon Hollywood (Fernsehfilm)
- 2016: Playboy’s the Antiviral Show (Fernsehserie, 1 Episode)

## Persönliches
Swedberg wuchs in Chino Hills auf und machte 2008 ihren Abschluss an der Chino Hills High School. Daraufhin studierte sie Kommunikation. Seit 2019 ist Swedberg verlobt.